# 梅宮学
梅宮 学（うめみや まなぶ、1980年9月22日 - ）は、千葉県出身のプロバスケットボール選手である。ポジションはガード。182cm、77kg。
元妻はアナウンサーの藤林唯。

## 経歴
千葉県四街道市立旭中学校卒業後、1996年に千葉県立八千代高等学校に進学。3年生時にインターハイに出場。
1999年、東京経済大学に進学。2年生時に関東大学リーグ3部で3ポイントシュートとアシストランキング1位。3年生時にはMVPを獲得。
大学卒業後の2003年から2007年までクラブチームHeartsでプレーし、2004年に千葉県国体代表に選出。2006年全日本クラブバスケットボール選手権大会に出場。2007年、アメリカプロリーグのトライアウトに挑戦した。
2008年はRBC東京に入団。同年、bjリーグの大分ヒートデビルズに練習生として入団。2010年3月8日にプロ契約を結んだ。
2015年オフ、島根スサノオマジックに移籍。